# Zwarte Sluis (West-Vlaanderen)
De Zwarte Sluis (Damme/Knokke-Heist) was een uitwateringssluis, gesitueerd waar de Hoekevaart ooit uitwaterde op de voormalige Zwingeul (kruising Mostaertdijk-Hoekevaart).
Bij de Zwarte Sluis werd in het begin van 17de eeuw het Fort Sint-Frederik gebouwd, ter verdediging van dit uitwateringspunt en als reactie van het Spaanse bewind op het Beleg van Sluis in 1604.
De Zwarte Sluis werd verschillende malen herbouwd.  Bij het Fort Sint-Frederik zijn twee Zwarte Sluizen gebouwd.  Naar aanleiding van het graven van het kanaal Brugge-Sluis (1818-1819) werd de Zwarte Sluis verplaatst naar het uitwateringspunt van de nieuwe watergang die noordelijk van het kanaal werd aangelegd, en die in de afwatering voorzag op het Paswater, bij de stad Sluis.
De Zwarte Sluis werd (helemaal ) afgebroken bij de doortrekking van het kanaal Brugge-Sluis, naar de Kaai in de stad Sluis tussen 1855 en 1858.  De sluis werd vervangen door een sifon, die de het (internationale ) polderwater (Krayenspolder/Robbemoreelpolder) - onder het kanaal door -  liet afwateren op de zuidelijke vestingsgrachten van de stad Sluis.  Het overgrote deel van het Belgische polderwater werd naar het Leopoldkanaal, en zo naar zee geleid.